# Anton Yelchin
Anton Viktorovich Yelchin (Em russo: Анто́н Ви́кторович Ельчи́н. Leningrado, 11 de março de 1989 — Los Angeles, 19 de junho de 2016) foi um ator russo-americano.
Nascido em uma família judia russa, Yelchin mudou-se para os Estados Unidos, onde começou a se apresentar no final dos anos 90, aparecendo em vários papéis no cinema e televisão, como nas séries Huff e os Trollhunters.

## Carreira
Iniciou sua carreira no final da década de 1990, atuando em vários papéis para televisão, bem como nos filmes de Hollywood Along Came a Spider e Hearts in Atlantis. Também atuou na série televisiva Huff e estrelou os filmes House of D, Alpha Dog, Charlie Bartlett. Em 2009 atuou nos filmes Star Trek e Terminator Salvation. Em agosto de 2011 foi protagonista do remaque de Fright Night e em 2013 voltou a Star Trek, em Star Trek Into Darkness. Seus últimos trabalhos lançados em vida foram Enterrando minha Ex e Vingança ao Anoitecer, ambos de 2014. Star Trek Beyond (2016) teve sua estreia nos cinemas um mês após dois sua morte.

## Morte
Yelchin morreu no dia 19 de junho de 2016, após sofrer um estranho acidente de carro em sua própria casa: seus amigos o encontraram prensado entre o seu Jeep Grand Cherokee, a caixa do correio de tijolo e a vedação de sua casa. Como Yelchin faleceu um mês antes da estreia de Star Trek Beyond, o filme termina com uma dedicatória "Para Anton" (além de "Em memória de Leonard Nimoy", que morreu antes de poder participar das filmagens). O diretor e produtor J. J. Abrams disse que em respeito a Yelchin o papel de Pavel Chekov não retornará com outro ator em um possível quarto filme.

## Filmografia
| Ano  | Título                                       | Personagem                          | Notas                          |
| ---- | -------------------------------------------- | ----------------------------------- | ------------------------------ |
| 2000 | A Man Is Mostly Water                        | Augie                               |                                |
| 2001 | Delivering Milo                              | Milo                                |                                |
| 2001 | 15 Minutos                                   | Boy in Burning Building             |                                |
| 2001 | Along Came a Spider                          | Dimitri Starodubov                  |                                |
| 2001 | Hearts in Atlantis                           | Bobby Garfield                      |                                |
| 2002 | A Time for Dancing                           | Jackson                             |                                |
| 2002 | Rooftop Kisses                               | Charlie                             |                                |
| 2004 | House of D                                   | Tommy Warshaw                       |                                |
| 2005 | Fierce People                                | Finn Earl                           |                                |
| 2006 | Alpha Dog                                    | Zack Mazursky                       |                                |
| 2007 | Charlie Bartlett                             | Charlie Bartlett                    |                                |
| 2008 | Middle of Nowhere                            | Dorian Spitz                        |                                |
| 2008 | New York, I Love You                         | Garoto no parque                    | Segmento: "Brett Ratner"       |
| 2009 | Star Trek                                    | Pavel Chekov                        |                                |
| 2009 | Terminator Salvation                         | Kyle Reese                          |                                |
| 2010 | Memoirs of a Teenage Amnesiac                | Ace Zuckerman                       |                                |
| 2011 | Like Crazy                                   | Jacob Helm                          |                                |
| 2011 | You and I                                    | Edvard Nikitin                      |                                |
| 2011 | The Beaver                                   | Porter Black                        |                                |
| 2011 | Kokuriko-zaka Kara                           | Shun Kazama (voz)                   | Dublagem em inglês             |
| 2011 | The Smurfs                                   | Clumsy Smurf (voz)                  |                                |
| 2011 | The Smurfs: A Christmas Carol                | Clumsy Smurf (voz)                  | Curta Metragem                 |
| 2011 | Fright Night                                 | Charley Brewster                    |                                |
| 2012 | The Pirates! In an Adventure with Scientists | Pirata albino (voz)                 | Curta Metragem                 |
| 2013 | Movie 43                                     | Trabalhador necrófilo no necrotério | Cena deletada                  |
| 2013 | Odd Thomas                                   | Odd Thomas                          |                                |
| 2013 | Star Trek Into Darkness                      | Pavel Chekov                        |                                |
| 2013 | Only Lovers Left Alive                       | Ian                                 |                                |
| 2013 | The Smurfs: The Legend of Smurfy Hollow      | Clumsy Smurf (voz)                  | Curta Metragem                 |
| 2013 | The Smurfs 2                                 | Clumsy Smurf (voz)                  |                                |
| 2014 | Rudderless                                   | Quentin                             |                                |
| 2014 | 5 to 7                                       | Brian Bloom                         |                                |
| 2014 | The Apprentice                               | Wayne                               | Curta Metragem                 |
| 2014 | Cymbeline                                    | Cloten                              |                                |
| 2014 | Burying the Ex                               | Max                                 |                                |
| 2014 | Vingança ao Anoitecer                        | Milton Schultz                      |                                |
| 2015 | Court of Conscience                          | Father James                        | Curta Metragem                 |
| 2015 | Experimenter                                 | Rensaleer                           |                                |
| 2015 | Kiss Kiss Fingerbang                         | Dr. Jack Stewart                    | Curta Metragem                 |
| 2015 | Broken Horses                                | Jacob Heckum                        |                                |
| 2015 | The Driftless Area                           | Pierre                              |                                |
| 2015 | Green Room                                   | Pat                                 |                                |
| 2015 | Unity                                        | Narrador                            | Documentário                   |
| 2016 | Rise                                         | Basil                               | Curta Metragem                 |
| 2016 | Star Trek Beyond                             | Pavel Chekov                        | Liberação póstuma              |
| 2016 | Porto                                        | Jake Kleeman                        | Liberação póstuma              |
| 2017 | Rememory                                     | Todd                                | Liberação póstuma              |
| 2017 | Thoroughbreds                                | Tim                                 | Liberação póstuma              |
| 2017 | We Don't Belong Here                         | Maxwell Green                       | Liberação póstuma              |
| 2019 | Love, Antosha                                | Ele mesmo                           | Documentário sobre a vida dele |

### Televisão
| Ano       | Título                       | Personagem           | Notas                                              |
| --------- | ---------------------------- | -------------------- | -------------------------------------------------- |
| 2000      | ER                           | Robbie Edelstein     | Episódio: "Be Still My Heart"                      |
| 2000      | Geppetto                     | Featured             | Filme para televisão                               |
| 2002      | Judging Amy                  | Davis Bishop         | Episódio: "The Justice League of America"          |
| 2002      | Taken                        | Jacob Clarke – Child | 2 episódios                                        |
| 2002      | The Practice                 | Justin Langer        | 2 episódios                                        |
| 2003      | Without a Trace              | Johnny Atkins        | Episódio: "The Bus"                                |
| 2004      | Curb Your Enthusiasm         | Stewart              | Episódio: "The Blind Date"                         |
| 2004      | NYPD Blue                    | Evan Grabber         | Episódio: "Take My Wife, Please"                   |
| 2004      | Jack                         | Jack                 | Filme para televisão                               |
| 2004–2006 | Huff                         | Byrd Huffstodt       | 25 episódios                                       |
| 2006      | Law & Order: Criminal Intent | Keith Tyler          | Episódio: "Tru Love"                               |
| 2006      | Criminal Minds               | Nathan Harris        | Episódio: "Sex, Birth, Death"                      |
| 2011      | The Life & Times of Tim      | Trent (voz)          | Episódio: "The Caddy's Shack/The Sausage Salesman" |
| 2015–2016 | SuperMansion                 | Dudley (voz)         | 2 episódios                                        |
| 2016–2018 | Caçadores de Trolls          | Jim (voz)            | 52 episódios; liberação póstuma                    |

### Videogames
| Ano  | Título       | Personagem         |
| ---- | ------------ | ------------------ |
| 2013 | Star Trek    | Pavel Chekov (voz) |
| 2013 | The Smurfs 2 | Clumsy Smurf (voz) |

## Prêmios e indicações
| Prêmios | Prêmios   | Prêmios               | Prêmios                       | Prêmios            |
| Ano     | Resultado | Premiação             | Categoria                     | Título             |
| ------- | --------- | --------------------- | ----------------------------- | ------------------ |
| 2002    | Venceu    | Young Artist Awards   | Melhor Ator Jovem             | Hearts in Atlantis |
| 2002    | Indicado  | PFCS Awards           | Melhor Ator Jovem             | Hearts in Atlantis |
| 2003    | Indicado  | Young Artist Awards   | Melhor Jovem Ator Coadjuvante | Taken              |
| 2005    | Indicado  | Young Artist Awards   | Melhor Jovem Ator Coadjuvante | Jack               |
| 2009    | Indicado  | WAFCA Awards          | Melhor Elenco                 | Star Trek          |
| 2009    | Venceu    | BSFC Awards           | Melhor Elenco                 | Star Trek          |
| 2010    | Indicado  | Critics Choice Awards | Melhor Elenco                 | Star Trek          |